# Thymelaea mesopotamica
Thymelaea mesopotamica är en tibastväxtart som först beskrevs av C. Jeffr., och fick sitt nu gällande namn av B. Peterson. Thymelaea mesopotamica ingår i släktet sparvörter, och familjen tibastväxter. Inga underarter finns listade i Catalogue of Life.